# Abyzou

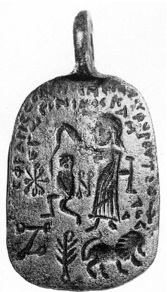

Nella mitologia del Vicino Oriente, Abyzou (o Abizou, Obizu, Obizuth, Obyzouth, Byzou) è un demone femminile. 
Nel Testamento di Salomone è descritta con un volto verdastro con i capelli simili a serpenti.
Secondo la tradizione ebraica si tratta del dybbuq di una donna definita 'la ladra di bambini', motivata dall'invidia per le donne che partorivano, essendo lei sterile.